# Larry Mullen jr.
Lawrence Joseph Mullen jr. (Artane (Dublin), 31 oktober 1961) is de drummer van de Ierse rockband U2.

## Biografie
Mullen groeide op in Artane met twee zussen, Cecilia (1957) en Mary (1964). Mary stierf op haar 6e. In 1978 kwam zijn moeder Maureen bij een auto-ongeluk om. Mullen voegde "jr." aan zijn naam toe om te voorkomen dat zijn vader zijn belastingaanslagen kreeg.
Mullens levensgezellin is Ann Acheson. Samen hebben ze drie kinderen: zoon Aaron Elvis (4 oktober 1995) en dochter Ava (23 december 1998) en zoon Ezra (8 februari 2001). Het gezin woont in Howth, een voorstad van Dublin.
Mullen staat bekend om zijn passie voor Elvis Presley en Harley-Davidson. Hij is tevens een groot fan van het Ierse voetbalteam. In 1990 schreef hij voor hen het lied "Put 'em under pressure".

## Muziek
Mullens ouders vonden het een goed idee hun zoon een muziekinstrument te leren bespelen. Daarom nam hij op zijn 8e pianoles. Niet lang daarna ging zijn voorkeur uit naar drums. In 1970 schonk zijn oudste zus hem een drumstel. Hij leerde drummen en sloot zich aan bij verscheidene bands als de Artane Boys Band en een tamboer- en pijperkorps. Door dat militair aandoende marsgeluid ontwikkelde hij een drumstijl die tot de dag van vandaag kenmerkend is voor de muziek van U2. In 1976 hing Mullen een briefje op het prikbord van Mount Temple Comprehensive School in Dublin, waarin hij jongens opriep een band te vormen. Onder de tieners die in Mullens keuken samenkwamen, bevonden zich Paul Hewson (Bono), Dave Evans (The Edge) en Adam Clayton - U2 zag het levenslicht. Naast het drummen in U2 heeft Mullen ook opnames gemaakt met artiesten als o.a. Nanci Griffith, Emmylou Harris, B.B. King, Daniel Lanois.
In 1996 maakte hij samen met zijn bandmaat Adam Clayton de titelsong van de film Mission: Impossible.
Bono · The Edge · Adam Clayton · Larry Mullen jr.
- Bibliothèque nationale de France: cb13998748v (data)
- Gemeinsame Normdatei: 1061564363
- International Standard Name Identifier: 0000 0000 5884 9016
- Library of Congress Control Number: no2007071883
- MusicBrainz: 0ce1a4c2-ad1e-40d0-80da-d3396bc6518a
- Nationale Bibliotheek van Tsjechië: ola2002152374
- Nationale Bibliotheek van Israël: 987012384848505171
- Nederlandse Thesaurus van Auteursnamen: 071855084
- Virtual International Authority File: 84965211
- WorldCat: E39PBJvMF7468vQb4rC7c6BF8C